# جیانا دیور
جیانا دیور (انگلیسی: Gianna Dior؛ زادهٔ ۱۲ مهٔ ۱۹۹۷) بازیگر پورنوگرافی اهل ایالات متحده آمریکا است. وی از سال ۲۰۱۸ میلادی تاکنون مشغول فعالیت بوده است.